# Liste der Stolpersteine in Breuberg
Die Liste der Stolpersteine in Breuberg enthält alle Stolpersteine, die im Rahmen des gleichnamigen Projekts von Gunter Demnig in Breuberg verlegt wurden. Mit ihnen soll an Opfer des Nationalsozialismus erinnert werden, die in Breuberg lebten und wirkten.

## Verlegte Stolpersteine
| Adresse                               | Verlege- datum | Person, Inschrift  | Bild | Anmerkung |
| ------------------------------------- | -------------- | ------------------ | --- | --------- |
| Alter Marktplatz, Breuberg-Neustadt · | 18. März 2009  | Moses Kempe        | Bild gesucht Die Wikipedia wünscht sich an dieser Stelle ein Bild vom Ort mit diesen Koordinaten 49.81766 9.032089 . Motiv: Stolpersteine für Moses, Julie und Ernst Ludwig Kempe Falls du dabei helfen möchtest, erklärt die Anleitung , wie das geht. BW                     |           |
| Alter Marktplatz, Breuberg-Neustadt · | 18. März 2009  | Julie Kempe        | Bild gesucht Die Wikipedia wünscht sich an dieser Stelle ein Bild vom Ort mit diesen Koordinaten 49.81766 9.032089 . Motiv: Stolpersteine für Moses, Julie und Ernst Ludwig Kempe Falls du dabei helfen möchtest, erklärt die Anleitung , wie das geht. BW                     |           |
| Alter Marktplatz, Breuberg-Neustadt · | 18. März 2009  | Ernst Ludwig Kempe | Bild gesucht Die Wikipedia wünscht sich an dieser Stelle ein Bild vom Ort mit diesen Koordinaten 49.81766 9.032089 . Motiv: Stolpersteine für Moses, Julie und Ernst Ludwig Kempe Falls du dabei helfen möchtest, erklärt die Anleitung , wie das geht. BW                     |           |
| Alter Marktplatz, Breuberg-Neustadt · | 18. März 2009  | Erich Josef Marx   | Bild gesucht Die Wikipedia wünscht sich an dieser Stelle ein Bild vom Ort mit diesen Koordinaten 49.8178012 9.0324463 . Motiv: Stolpersteine für Siegfried, Rosa, Kurt, Erich Josef und Mathilde Marx Falls du dabei helfen möchtest, erklärt die Anleitung , wie das geht. BW |           |
| Alter Marktplatz, Breuberg-Neustadt · | 18. März 2009  | Kurt Marx          | Bild gesucht Die Wikipedia wünscht sich an dieser Stelle ein Bild vom Ort mit diesen Koordinaten 49.8178012 9.0324463 . Motiv: Stolpersteine für Siegfried, Rosa, Kurt, Erich Josef und Mathilde Marx Falls du dabei helfen möchtest, erklärt die Anleitung , wie das geht. BW |           |
| Alter Marktplatz, Breuberg-Neustadt · | 18. März 2009  | Mathilde Marx      | Bild gesucht Die Wikipedia wünscht sich an dieser Stelle ein Bild vom Ort mit diesen Koordinaten 49.8178012 9.0324463 . Motiv: Stolpersteine für Siegfried, Rosa, Kurt, Erich Josef und Mathilde Marx Falls du dabei helfen möchtest, erklärt die Anleitung , wie das geht. BW |           |
| Alter Marktplatz, Breuberg-Neustadt · | 18. März 2009  | Rosa Marx          | Bild gesucht Die Wikipedia wünscht sich an dieser Stelle ein Bild vom Ort mit diesen Koordinaten 49.8178012 9.0324463 . Motiv: Stolpersteine für Siegfried, Rosa, Kurt, Erich Josef und Mathilde Marx Falls du dabei helfen möchtest, erklärt die Anleitung , wie das geht. BW |           |
| Alter Marktplatz, Breuberg-Neustadt · | 18. März 2009  | Siegfried Marx     | Bild gesucht Die Wikipedia wünscht sich an dieser Stelle ein Bild vom Ort mit diesen Koordinaten 49.8178012 9.0324463 . Motiv: Stolpersteine für Siegfried, Rosa, Kurt, Erich Josef und Mathilde Marx Falls du dabei helfen möchtest, erklärt die Anleitung , wie das geht. BW |           |